# Итта
Итта (Ида, Итте, Идуберга, 592—652) — святая Римско-Католической Церкви (день памяти — 8 мая), жена Пипина Ланденского, франкского майордома Австразии.
Итта родилась в знатной, аристократической семье, из которой вышли многочисленные святые Римско-Католической Церкви, политические и общественные деятели франкского королевства. Итта являлась дочерью святого Арноальда, епископа Меца, который был сыном галло-римского сенатора Ансберта. У неё был брат, святой Модоальд, ставший епископом Трира и сестра, святая Севера, ставшая аббатисой монастыря. В замужестве с Пипином Ланденским Итта родила двух дочерей, Гертруду и Беггу, которые впоследствии были объявлены Римско-Католической Церковью святыми, и двух сыновей, святого Бавона и Гримоальда, который стал майордомом и отцом Хильдеберта Приёмного — первого короля Франкского государства, по мужской линии происходившего из династии Пипинидов. Её дочь Бегга была замужем за Анзегизелем, сыном святого Арнульфа, епископа Меца. Итта являлась бабушкой Пипина Геристальского.
После смерти своего мужа Пипина Ланденского, по совету святого Аманда Маастрихтского, Итта основала бенедиктинский монастырь в Нивеле, став его настоятельницей. После её смерти настоятельницей монастыря стала её дочь Гертруда Нивельская.
В честь Идуберги назван астероид (963) Идуберга, открытый в 1921 году.